# جورج ياردلي
جورج ياردلي (بالإنجليزية: George Yardley) مواليد 03 نوفمبر 1928 في هوليوود - الوفاة 13 أغسطس 2004، كان لاعب كرة سلة أمريكي بدأ مسيرته الاحترافية في سنة 1953. بلغ طوله 6 قدم 5 بوصة (2.0 م). اعتزل اللعب في 1962.

## فرق لعب لها
- ديترويت بيستونز
- فيلادلفيا سفنتي سيكسرز

## روابط خارجية
- جورج ياردلي على موقع إن بي أي (الإنجليزية)
- جورج ياردلي على موقع سبورتس رفرنس (الإنجليزية)
- جورج ياردلي على موقع كلية كرة السلة في سبورتس رفرنس.كوم (الإنجليزية)
- جورج ياردلي على موقع ريلجم (الإنجليزية)
- جورج ياردلي على موقع بروبوليرز (الإنجليزية)
- جورج ياردلي على موقع قاعة المشاهير الجامعة الوطنية لكرة السلة (الإنجليزية)